# ジャミング・ウィズ・エドワード
『ジャミング・ウィズ・エドワード』(原題：Jamming with Edward!)は、ローリング・ストーンズのメンバーであるミック・ジャガー、ビル・ワイマン、チャーリー・ワッツが、ニッキー・ホプキンスやライ・クーダーと共に行ったジャム・セッションを録音したアルバム。

## 解説
ローリング・ストーンズがアルバム『レット・イット・ブリード』（1969年）をレコーディングしていた時期に、キース・リチャードとゲスト・プレイヤーのライ・クーダーが対立してキースが帰ってしまい、残ったメンバーによって行われたジャム・セッションが録音された。
ライはこのセッション時に自身の演奏したフレーズが、キースに盗用されたと主張している。
録音当時はレコード化される予定はなかったが、1971年10月、ファンの要望によりレコード化が決定して、翌1972年1月に発売された。ジャケットのイラストはニッキー・ホプキンスによる。

## 収録曲
特記なき楽曲はニッキー・ホプキンス、ライ・クーダー、チャーリー・ワッツの共作。
1. ザ・ブードワー・ストンプ - The Boudoir Stomp - 5:13
2. イット・ハーツ・ミー・トゥー - It Hurts Me Too (Elmore James) - 5:12
3. エドワーズ・スランプ・アップ - Edward's Thrump Up - 8:11
4. ブロウ・ウィズ・ライ - Blow with Ry - 11:05
5. インタールード・ア・ラ・エル・オポ - Interlude a la El Hopo - 2:04
  - including The Loveliest Night of the Year (Paul Francis Webster, Juventino Rosas)
6. ハイランド・フリング - Highland Fling - 4:20

## 参加ミュージシャン
- ミック・ジャガー - ボーカル、ハーモニカ
- ライ・クーダー - ギター
- ニッキー・ホプキンス - ピアノ
- ビル・ワイマン - ベース
- チャーリー・ワッツ - ドラムス